# Maurice Arthur Pope
Maurice Arthur Pope, CB, MC (* 9. August 1889 in Rivière-du-Loup, Québec; † 20. September 1978 in Ottawa, Ontario) war ein kanadischer Ingenieur, Offizier und Diplomat, der zuletzt als Generalleutnant zwischen 1945 und 1950 Leiter der kanadischen Militärmission in Berlin war. Danach war er von 1950 bis 1953 Botschafter in Belgien sowie zugleich in Personalunion in Luxemburg sowie im Anschluss zwischen 1953 und 1956 Botschafter in Spanien.

## Leben

### Ingenieur, Erster Weltkrieg und Nachkriegszeit
Maurice Arthur Pope, Sohn des Staatsbeamten Joseph Pope, war ein Enkel mütterlicherseits von Henri-Thomas Taschereau, der zwischen 1872 und 1878 Mitglied des Unterhauses war, und des Politikers William Henry Pope, der als einer der Konföderation gilt. Er selbst begann nach dem Schulbesuch ein Studium der Ingenieurwissenschaften an der McGill University, das er 1911 mit einem Bachelor of Science (B.Sc. Engineering) abschloss. Danach arbeitete er für die Canadian Pacific Railway als Bauingenieur und trat nach Beginn des Ersten Weltkrieges 1915 seinen Militärdienst als Offizier bei den Royal Canadian Engineers  an. Dabei wurde er im Expeditionskorps (Canadian Expeditionary Force) an der Westfront in Frankreich eingesetzt. Für seine dortigen Verdienste wurde er am 4. Februar 1918 als Oberleutnant mit dem Military Cross (MC) ausgezeichnet.
Nach Ende des Ersten Weltkrieges verblieb Pope im Heer und fand in den folgenden Jahren zahlreiche Verwendungen als Offizier und Stabsoffizier. Er war unter anderem vom 1. Januar 1935 bis zum 14. August 1938 Generalstabsoffizier Ersten Grades im Hauptquartier für Nationale Verteidigung und bekam als solcher am 15. Juli 1935 den Brevet-Rang eines Oberstleutnants verliehen bekam. Nach seiner Beförderung zum Oberst am 15. August 1938 wurde er dort kommissarischer Direktor für militärische Operationen und Nachrichtendienst und bekleidete diese Funktion bis zum 11. Dezember 1938. Zugleich war er zwischen dem 15. August 1938 und dem 15. Oktober 1939 in Personalunion Sekretär des Ausschusses der Stabschefs.

### Zweiter Weltkrieg und Posten als Botschafter
Nach Ausbruch des Zweiten Weltkrieges fungierte Maurice Arthur Pope zwischen dem 15. Oktober 1939 und dem 12. Mai 1940 als Direktor für militärische Operationen und Nachrichtendienst im Hauptquartier für Nationale Verteidigung. Anschließend wurde er ins Vereinigte Königreich versetzt und war dort anfangs vom 1. Juni bis zum 26. Juli 1940 erst Oberst sowie anschließend zwischen dem 27. Juli 1940 und dem 19. Februar 1941 Brigadegeneral im Generalstab des Kanadischen Militärischen Hauptquartiers in London. Nach seiner Rückkehr bekleidete er vom 13. März bis zum 23. Dezember 1941 den Posten als Assistierender Chef des Generalstabes des Heeres im Hauptquartier für Nationale Verteidigung. Nachdem er am 24. Dezember 1941 zum Generalmajor befördert worden war, fungierte er dort zwischen dem 24. Dezember 1941 und dem 14. Februar 1942 als Vize-Chef des Generalstabes des Heeres. Daraufhin war er vom 6. März 1942 bis September 1944 Leiter der Kanadischen Militärmission in den Vereinigten Staaten in Washington, D.C. und wurde während dieser Zeit am 1. Januar 1944 zum Companion des Order of the Bath (CB) ernannt. Danach war er zwischen dem 5. September 1944 und Oktober 1945 als Militärischer Assistent von Liste der Premierminister von Kanada William Lyon Mackenzie King tätig.
Nach dem Krieg wurde Pope am 12. Oktober 1945 zum Generalleutnant befördert und diente vom 12. Oktober 1945 bis zum 15. Dezember 1949 als Leiter der Militärmission in Berlin. Im Anschluss war er zwischen dem 3. August 1950 und dem 26. November 1953 zuerst Außerordentlicher und Bevollmächtigter Botschafter in Belgien sowie als solcher zugleich als Botschafter in Luxemburg akkreditiert. Im Anschluss fungierte er vom 12. Oktober 1953 bis 10. Dezember 1956 Außerordentlicher und Bevollmächtigter Botschafter in Belgien und Spanien Maurice Arthur Pope wurde am 20. März 1956 in den Ruhestand versetzt und lebte in Ottawa.

## Veröffentlichungen
- Public servant. The memoirs of Sir Joseph Pope, Oxford University Press, 1960.
- Soldiers and politicians. The memoirs of Lt.-Gen. Maurice A. Pope C.B., M.C, University of Toronto Press, 1962.